# Sejad Halilović
Sejad Halilović (Klokotnica, 16 de març de 1969) és un exfutbolista croat-bosnià que jugava de migcampista.
Va militar a nombrosos equips europeus, en lligues com la croata, l'espanyola, la turca o la israeliana, entre d'altres.
Halilovic va ser internacional primer amb la selecció croata i després amb la Bòsnia i Hercegovina, on va jugar 15 partits entre 1996 i 2000.